# A magyar labdarúgó-válogatott 2023. november 16-i mérkőzése
A magyar labdarúgó-válogatott 2023-as év kilencedik mérkőzése, mely egyúttal a hetedik 2024-es Európa-bajnoki selejtezője volt Bulgária ellen, 2023. november 16-án. Ez volt a magyar labdarúgó-válogatott 985. hivatalos mérkőzése. A mérkőzés a 2024-es labdarúgó-Európa-bajnokság európai selejtezőjének kilencedik játéknapja volt. A mérkőzés végeredménye 2–2 lett. Ezzel a döntetlennel a magyar válogatott a selejtező utolsó játéknapja előtt már kvalifikálta magát a 2024-es Európa-bajnokságra.

## Helyszín
Az eredeti helyszín a szófiai Vaszil Levszki Nemzeti Stadion lett volna, azonban a Bolgár labdarúgó-szövetség 2023. november 6-án biztonsági okokból áthelyezte Plovdivba, a Hriszto Botev Stadionba, valamint szurkolók sem léphetnek be a stadionba. Még október 27-én bolgár újságok arról írtak, hogy a mérkőzésre a bolgár szurkolók összehangolt tüntetést szerveztek a bolgár szövetséggel szemben. Az UEFA a rendkívüli körülményekre tekintettel elfogadta a változtatást. November 9-én Plovdiv polgármestere egy közleményt tett közzé, miszerint a plovdivi helyszín egy építkezés miatt november 13-a és 20-a között alkalmatlan arra, hogy mérkőzést rendezzenek. Az UEFA november 14-i tájékoztatása szerint a találkozó visszakerült Szófiába, helyi idő szerint 18 órai kezdéssel, amit nézők nélkül rendeznek.

## Játékvezető
A találkozó játékvezetője a 46 éves lengyel Daniel Stefański volt, aki 2009 óta bíráskodik a lengyel élvonalban és 2013 óta a FIFA játékvezető-keretének a tagja. A magyar válogatottnak korábban kétszer vezetett mérkőzést: az elsőt 2013. október 15-én az Andorra elleni világbajnoki-selejtezőn, mely 2–0-s magyar sikerrel ért véget, valamint  2021. június 8-án felkészülési mérkőzésen 0–0-s döntetlen eredmény született Írország nemzeti csapata ellen. A Ferencváros 2022-ben az ő játékvezetése mellett verte 2–1-re a Crvena zvezdát az Európa-ligában. A bolgár nemzeti tizenegynek egyszer fújta a sípot, amikor is 2018-ban a Nemzetek Ligájában 1–0-ra verték Norvégiát.
A játékvezető munkáját partjelzőként a szintén lengyel Dawid Golis valamint Michal Obukowicz, míg negyedik játékvezetőként Wojciech Myć segítette. A Transfermarkt statisztikái alapján a mostani szezonban egy Európa Liga csoportmeccsen (Marseille–AEK Athén 3–1), egy Európa Konferencia Liga csoportmeccsen (Aberdeen–HJK Helsinki 1–1), és egy Európa Konferencia Liga selejtezőn (Brugge–Osasuna 2–2) bíráskodott.

## Örökmérleg a mérkőzés előtt
| Sorszám | Időpont     | Helyszín                               | Eredmény           | Kiírás                                 |
| ------- | ----------- | -------------------------------------- | ------------------ | -------------------------------------- |
| 1/174   | 1934.03.25. | Szófia, AC 23-stadion                  | 4–1 (1–1)          | 1934-es világbajnokság selejtező       |
| 2/177   | 1934.04.29. | Budapest, MTK Sporttelep               | 4–1 (1–0)          | 1934-es világbajnokság selejtező       |
| 3/241   | 1943.06.06. | Szófia, Junak stadion                  | 4–2 (3–0)          | felkészülési                           |
| 4/254   | 1947.08.17. | Budapest, FTC-pálya                    | 9–0 (3–0)          | 1947-es Balkán-bajnokság               |
| 5/266   | 1948.11.07. | Szófia, Junak stadion                  | 0–1 (0–1)          | 1948-as Balkán-bajnokság               |
| 6/273   | 1949.10.30. | Budapest, Újpesti-pálya                | 5–0 (1–0)          | felkészülési                           |
| 7/280   | 1950.11.12. | Szófia, Narodna Armija-stadion         | 1–1 (1–1)          | felkészülési                           |
| 8/300   | 1953.10.04. | Szófia, Vaszil Levszki Nemzeti Stadion | 1–1 (1–0)          | felkészülési                           |
| 9/343   | 1957.06.23. | Budapest, Népstadion                   | 4–1 (3–0)          | 1958-as világbajnokság selejtező       |
| 10/344  | 1957.09.15. | Szófia, Vaszil Levszki Nemzeti Stadion | 2–1 (2–1)          | 1958-as világbajnokság selejtező       |
| 11/389  | 1962.06.03. | Rancagua, Braden Cooper stadion        | 6–1 (4–0)          | 1962-es világbajnokság csoportmérkőzés |
| 12/426  | 1966.07.20. | Manchester, Old Trafford               | 3–1 (2–1)          | 1966-os világbajnokság csoportmérkőzés |
| 13/457  | 1971.05.19. | Szófia, Vaszil Levszki Nemzeti Stadion | 0–3 (0–1)          | 1972-es Európa-bajnokság selejtező     |
| 14/460  | 1971.09.25. | Budapest, Népstadion                   | 2–0 (0–0)          | 1972-es Európa-bajnokság selejtező     |
| 15/484  | 1974.03.31. | Zalaegerszeg, ZTE stadion              | 3–1 (2–0)          | felkészülési                           |
| 16/490  | 1974.11.10. | Várna, Jurij Gagarin-stadion           | 0–0                | felkészülési                           |
| 17/495  | 1975.05.07. | Budapest, Népstadion                   | 2–0 (1–0)          | 1976-os nyári olimpiai selejtező       |
| 18/496  | 1975.06.07. | Szófia, Vaszil Levszki Nemzeti Stadion | 0–4 (0–1)          | 1976-os nyári olimpiai selejtező       |
| 19/769  | 2003.02.12. | Larnaca, Ammochostos Stadion           | 0–1 (félbeszakadt) | felkészülési                           |
| 20/796  | 2005.03.30. | Budapest, Szusza Ferenc Stadion        | 1–1 (0–0)          | 2006-os világbajnokság selejtező       |
| 21/802  | 2005.10.08. | Szófia, Vaszil Levszki Nemzeti Stadion | 0–2 (0–1)          | 2006-os világbajnokság selejtező       |
| 22/867  | 2012.02.29. | Győr, ETO Park                         | 1–1 (1–0)          | felkészülési                           |
| 23/946  | 2020.10.08. | Szófia, Vaszil Levszki Nemzeti Stadion | 3–1 (1–0)          | 2020-as Európa-bajnokság pótselejtező  |
| 24/978  | 2023.03.27. | Budapest, Puskás Aréna                 | 3–0 (3–0)          | 2024-es Európa-bajnokság selejtező     |

| M  | Gy | D | V | G+ | G– | Gk  | T (%) | Forrás      |
| -- | -- | - | - | -- | -- | --- | ----- | ----------- |
| 24 | 14 | 5 | 5 | 58 | 25 | +33 | 68,75 | [ 8 ] [ 9 ] |

Jelölések
- Az eredmények magyar szempontból értendők.
- Tétmérkőzés

## A selejtezőcsoport állása a mérkőzés előtt
| Hely. | Csapat       | M | Gy | D | V | G+ | G– | Gk | P  | Továbbjutás                 |          | Magyarország | Szerbia | Montenegró | Litvánia | Bulgária |
| ----- | ------------ | - | -- | - | - | -- | -- | -- | -- | --------------------------- | -------- | ------------ | ------- | ---------- | -------- | -------- |
| 1.    | Magyarország | 6 | 4  | 2 | 0 | 11 | 4  | +7 | 14 | Kijut az Európa-bajnokságra |          | —            | 2–1     | nov. 19.   | 2–0      | 3–0      |
| 2.    | Szerbia (X)  | 7 | 4  | 1 | 2 | 13 | 7  | +6 | 13 | Kijut az Európa-bajnokságra |          | 1–2          | —       | 3–1        | 2–0      | nov. 19. |
| 3.    | Montenegró   | 6 | 2  | 2 | 2 | 6  | 8  | −2 | 8  |                             |          | 0–0          | 0–2     | —          | nov. 16. | 2–1      |
| 4.    | Litvánia     | 7 | 1  | 3 | 3 | 8  | 12 | −4 | 6  |                             | 2–2      | 1–3          | 2–2     | —          | 1–1      |          |
| 5.    | Bulgária     | 6 | 0  | 2 | 4 | 3  | 10 | −7 | 2  |                             | nov. 16. | 1–1          | 0–1     | 0–2        | —        |          |

## Keretek
megjegyzés: A táblázatokban szereplő adatok a mérkőzés előtti állapotnak megfelelőek.
A magyarok keretét 2023. november 7-én hirdette ki Marco Rossi szövetségi kapitány. A csapatból sérülés miatt kimaradt Fiola Attila, Sallai Roland, Varga Barnabás, Kleinheisler László, Schäfer András, Willi Orbán. Sallai ott lesz a válogatottal a felkészülés alatt és állapotától függően tagja lehet a keretnek.
| Magyarország                         | Magyarország                         | Magyarország                         | Magyarország                         | Magyarország                         | Magyarország                         | Magyarország                         | Magyarország  |
| P.                                   | Név                                  | Születési idő és életkor             | Vál.                                 | Gól                                  | Klub                                 | Utolsó válogatottság                 | Érték*        |
| ------------------------------------ | ------------------------------------ | ------------------------------------ | ------------------------------------ | ------------------------------------ | ------------------------------------ | ------------------------------------ | ------------- |
| K                                    | Gulácsi Péter                        | 1990. május 6. (33 évesen)           | 51                                   | 0                                    | RB Leipzig                           | 2022.09.26-án Olaszország ellen      | 3.500.000 €   |
| K                                    | Demjén Patrik                        | 1998. március 22. (25 évesen)        | 0                                    | 0                                    | MTK                                  | —                                    | 550.000 €     |
| K                                    | Dibusz Dénes                         | 1990. november 16. (33 évesen)       | 32                                   | 0                                    | Ferencváros                          | 2023.10.07-én Litvánia ellen         | 2.800.000 €   |
| K                                    | Szappanos Péter                      | 1990. november 14. (33 évesen)       | 1                                    | 0                                    | Paksi FC                             | 2022.11.20-án Görögország ellen      | 500.000 €     |
| V                                    | Balogh Botond                        | 2002. június 6. (21 évesen)          | 1                                    | 0                                    | Parma                                | 2021.11.12-én San Marino ellen       | 750.000 €     |
| V                                    | Botka Endre                          | 1994. augusztus 25. (29 évesen)      | 24                                   | 1                                    | Ferencváros                          | 2023.06.20-án Litvánia ellen         | 1.000.000 €   |
| V                                    | Lang Ádám                            | 1993. január 17. (30 évesen)         | 63                                   | 1                                    | Omónia                               | 2023.10.07-én Litvánia ellen         | 700.000 €     |
| V                                    | Mocsi Attila                         | 2000. május 29. (23 évesen)          | 0                                    | 0                                    | Rizespor                             | —                                    | 1.200.000 €   |
| V                                    | Szalai Attila                        | 1998. január 20. (25 évesen)         | 39                                   | 1                                    | Hoffenheim                           | 2023.10.07-én Litvánia ellen         | 14.000.000 €  |
| V                                    | Szalai Gábor                         | 2000. június 9. (23 évesen)          | 0                                    | 0                                    | Kecskeméti TE                        | —                                    | 500.000 €     |
| KP                                   | Bolla Bendegúz                       | 1999. november 22. (23 évesen)       | 13                                   | 0                                    | Servette                             | 2023.06.17-én Montenegró ellen       | 1.800.000 €   |
| KP                                   | Kalmár Zsolt                         | 1995. június 9. (28 évesen)          | 34                                   | 3                                    | Fehérvár FC                          | 2023.09.10-én Csehország ellen       | 1.000.000 €   |
| KP                                   | Kata Mihály                          | 2002. április 13. (21 évesen)        | 3                                    | 0                                    | MTK                                  | 2023.09.10-én Csehország ellen       | 400.000 €     |
| KP                                   | Kerkez Milos                         | 2003. november 7. (20 évesen)        | 12                                   | 0                                    | Bournemouth                          | 2023.10.07-én Litvánia ellen         | 18.000.000 €  |
| KP                                   | Nagy Ádám                            | 1995. június 17. (28 évesen)         | 75                                   | 1                                    | Pisa                                 | 2023.10.07-én Litvánia ellen         | 1.200.000 €   |
| KP                                   | Nagy Zsolt                           | 1993. május 25. (30 évesen)          | 14                                   | 2                                    | Puskás Akadémia                      | 2023.10.07-én Litvánia ellen         | 600.000 €     |
| KP                                   | Nego Loïc                            | 1991. január 15. (32 évesen)         | 31                                   | 2                                    | Le Havre                             | 2023.10.07-én Litvánia ellen         | 1.000.000 €   |
| KP                                   | Callum Styles                        | 2000. március 28. (23 évesen)        | 16                                   | 0                                    | Barnsley                             | 2023.10.07-én Litvánia ellen         | 3.500.000 €   |
| KP                                   | Szuhodovszki Soma                    | 1999. december 30. (23 évesen)       | 0                                    | 0                                    | Kecskeméti TE                        | —                                    | 425.000 €     |
| CS                                   | Ádám Martin                          | 1994. november 6. (29 évesen)        | 17                                   | 2                                    | Ulszan Hyundai                       | 2023.09.07-én Szerbia ellen          | 1.000.000 €   |
| CS                                   | Csoboth Kevin                        | 2000. június 20. (23 évesen)         | 6                                    | 0                                    | Újpest                               | 2023.10.07-én Litvánia ellen         | 850.000 €     |
| CS                                   | Gazdag Dániel                        | 1996. március 2. (27 évesen)         | 21                                   | 4                                    | Philadelphia Union                   | 2023.10.07-én Litvánia ellen         | 8.000.000 €   |
| CS                                   | Horváth Krisztofer                   | 2002. január 8. (21 évesen)          | 1                                    | 0                                    | Kecskeméti TE                        | 2023.09.10-én Csehország ellen       | 600.000 €     |
| CS                                   | Németh András                        | 2002. november 9. (21 évesen)        | 2                                    | 1                                    | Hamburg                              | 2023.03.23-án Észtország ellen       | 1.500.000 €   |
| CS                                   | Szoboszlai Dominik                   | 2000. október 25. (23 évesen)        | 36                                   | 8                                    | Liverpool                            | 2023.10.07-én Litvánia ellen         | 70.000.000 €  |
| Játékosok értéke összesen:           | Játékosok értéke összesen:           | Játékosok értéke összesen:           | Játékosok értéke összesen:           | Játékosok értéke összesen:           | Játékosok értéke összesen:           | Játékosok értéke összesen:           | 135.375.000 € |
| A keret átlagéletkora:               | A keret átlagéletkora:               | A keret átlagéletkora:               | A keret átlagéletkora:               | A keret átlagéletkora:               | A keret átlagéletkora:               | A keret átlagéletkora:               | 26,4 év       |
| A keret átlag válogatottságok száma: | A keret átlag válogatottságok száma: | A keret átlag válogatottságok száma: | A keret átlag válogatottságok száma: | A keret átlag válogatottságok száma: | A keret átlag válogatottságok száma: | A keret átlag válogatottságok száma: | 19,7          |
| Szövetségi kapitány: Marco Rossi     |                                      |                                      |                                      |                                      |                                      |                                      |               |

A bolgár válogatottba a 2023. november 16-i Magyarország és a november 19-i Szerbia elleni mérkőzésekre a következő játékosok kaptak meghívást:
| Bulgária                             | Bulgária                             | Bulgária                             | Bulgária                             | Bulgária                             | Bulgária                             | Bulgária                             | Bulgária     |
| P.                                   | Név                                  | Születési idő és életkor             | Vál.                                 | Gól                                  | Klub                                 | Utolsó válogatottság                 | Érték*       |
| ------------------------------------ | ------------------------------------ | ------------------------------------ | ------------------------------------ | ------------------------------------ | ------------------------------------ | ------------------------------------ | ------------ |
| K                                    | Daniel Naumov                        | 1998. március 29. (25 évesen)        | 8                                    | 0                                    | CSZKA 1948 Szofija                   | 2023.03.27-én Magyarország ellen     | 2.000.000 €  |
| K                                    | Ivan Gyulgerov                       | 1999. július 15. (24 évesen)         | 0                                    | 0                                    | Cserno More                          | –                                    | 850.000 €    |
| K                                    | Dimitar Mitov                        | 1887. január 22. (136 évesen)        | 2                                    | 0                                    | St. Johnstone                        | 2023.10.17-én Albánia ellen          | 350.000 €    |
| V                                    | Viktor Popov                         | 2000. március 5. (23 évesen)         | 11                                   | 0                                    | Cserno More                          | 2023.10.17-én Albánia ellen          | 1.200.000 €  |
| V                                    | Ivan Turicov                         | 1999. július 18. (24 évesen)         | 17                                   | 0                                    | CSZKA Szofija                        | 2023.10.17-én Albánia ellen          | 1.000.000 €  |
| V                                    | Valentin Antov                       | 2000. november 9. (23 évesen)        | 23                                   | 1                                    | US Cremonese                         | 2023.10.17-én Albánia ellen          | 800.000 €    |
| V                                    | Aleksz Petkov                        | 1999. július 25. (24 évesen)         | 4                                    | 0                                    | Śląsk Wrocław                        | 2023.10.17-én Albánia ellen          | 800.000 €    |
| V                                    | Szimeon Petrov                       | 2000. január 12. (23 évesen)         | 3                                    | 0                                    | CSZKA 1948 Szofija                   | 2023.10.17-én Albánia ellen          | 500.000 €    |
| V                                    | Krisztian Dimitrov                   | 1997. február 27. (26 évesen)        | 17                                   | 1                                    | Levszki Szofija                      | 2023.10.14-én Litvánia ellen         | 600.000 €    |
| V                                    | Zsivko Atanaszov                     | 1991. február 3. (32 évesen)         | 0                                    | 0                                    | Cserno More                          | —                                    | 200.000 €    |
| V                                    | Anton Negyalkov                      | 1993. április 30. (30 évesen)        | 28                                   | 0                                    | Ludogorec                            | 2022.11.20-án Luxemburg ellen        | 3.000.000 €  |
| V                                    | Angel Ljaszkov                       | 1998. március 16. (25 évesen)        | 1                                    | 0                                    | Lokomotiv Plovdiv                    | 2018.09.06-án Szlovénia ellen        | 350.000 €    |
| KP                                   | Ilija Gruev                          | 2000. május 6. (23 évesen)           | 12                                   | 0                                    | Leeds United                         | 2023.10.17-én Albánia ellen          | 4.500.000 €  |
| KP                                   | Ivajlo Csocsev                       | 1993. február 18. (30 évesen)        | 40                                   | 4                                    | CSZKA 1948 Szofija                   | 2023.10.14-én Litvánia ellen         | 2.800.000 €  |
| KP                                   | Andrian Kraev                        | 1999. február 14. (24 évesen)        | 7                                    | 0                                    | Levszki Szofija                      | 2023.10.17-én Albánia ellen          | 2.000.000 €  |
| KP                                   | Filip Krasztev                       | 2001. október 15. (22 évesen)        | 11                                   | 0                                    | Los Angeles FC                       | 2023.06.20-án Szerbia ellen          | 4.000.000 €  |
| KP                                   | Hriszto Ivanov                       | 2000. december 16. (22 évesen)       | 2                                    | 0                                    | Lokomotiv Plovdiv                    | 2023.10.17-én Albánia ellen          | 500.000 €    |
| KP                                   | Szvetoszlav Kovacsev                 | 1998. március 14. (25 évesen)        | 4                                    | 0                                    | Ahmat Groznij                        | 2020.11.18-án Írország ellen         | 500.000 €    |
| KP                                   | Sztaniszlav Ivanov                   | 1999. április 16. (24 évesen)        | 1                                    | 0                                    | Arda Kardzsali                       | 2023.10.17-én Albánia ellen          | 700.000 €    |
| KP                                   | Dominik Jankov                       | 2000. július 28. (23 évesen)         | 17                                   | 0                                    | Ludogorec                            | 2023.09.10-én Montenegró ellen       | 1.600.000 €  |
| KP                                   | Ilian Iliev                          | 1999. augusztus 20. (24 évesen)      | 11                                   | 0                                    | Kifiszia                             | 2023.09.07-én Irán ellen             | 500.000 €    |
| CS                                   | Kiril Deszpodov                      | 1996. november 11. (27 évesen)       | 43                                   | 10                                   | PAÓK                                 | 2023.10.17-én Albánia ellen          | 4.500.000 €  |
| CS                                   | Georgi Ruszev                        | 1998. július 2. (25 évesen)          | 12                                   | 0                                    | CSZKA 1948 Szofija                   | 2023.10.17-én Albánia ellen          | 1.200.000 €  |
| CS                                   | Martin Mincsev                       | 2001. április 22. (22 évesen)        | 13                                   | 0                                    | Rizespor                             | 2023.10.17-én Albánia ellen          | 1.000.000 €  |
| CS                                   | Preszlav Borukov                     | 2000. április 23. (23 évesen)        | 3                                    | 1                                    | Arda Kardzsali                       | 2023.10.14-én Litvánia ellen         | 400.000 €    |
| CS                                   | Szpasz Delev                         | 1989. szeptember 22. (34 évesen)     | 46                                   | 4                                    | Ludogorec                            | 2023.10.17-én Albánia ellen          | 200.000 €    |
| CS                                   | Alekszandr Kolev                     | 1992. december 8. (30 évesen)        | 0                                    | 0                                    | FK Krumovgrad                        | —                                    | 300.000 €    |
| Játékosok értéke összesen:           | Játékosok értéke összesen:           | Játékosok értéke összesen:           | Játékosok értéke összesen:           | Játékosok értéke összesen:           | Játékosok értéke összesen:           | Játékosok értéke összesen:           | 36.350.000 € |
| A keret átlagéletkora:               | A keret átlagéletkora:               | A keret átlagéletkora:               | A keret átlagéletkora:               | A keret átlagéletkora:               | A keret átlagéletkora:               | A keret átlagéletkora:               | 29,9 év      |
| A keret átlag válogatottságok száma: | A keret átlag válogatottságok száma: | A keret átlag válogatottságok száma: | A keret átlag válogatottságok száma: | A keret átlag válogatottságok száma: | A keret átlag válogatottságok száma: | A keret átlag válogatottságok száma: | 12,4         |
| Szövetségi kapitány: Ilian Iliev     |                                      |                                      |                                      |                                      |                                      |                                      |              |

* A Transfermarkt 2023. november 6-i adatai alapján.

## A mérkőzés
| 2023. november 16. 18:00 (19:00 UTC+2) |

| Bulgária                                                                   | 2 – 2               | Magyarország                                            |
| -------------------------------------------------------------------------- | ------------------- | ------------------------------------------------------- |
| Delev 24' Deszpodov 79' (11-esből) Antonov 8′, 37′ Atanaszov 81' Kolev 86' | (1 – 1) Jegyzőkönyv | 10' Ádám 90+7' (öngól) Petkov 42' Botka 44′, 57′ Kerkez |

| Vaszil Levszki Nemzeti Stadion, Szófia Nézőszám: zárt kapuk mögött Játékvezető: Daniel Stefański (lengyel) |

### Az összeállítások
| Bulgária | Magyarország |

| K                        | 1  | Daniel Naumov      |         |     |
| V                        | 2  | Viktor Popov       |         |     |
| V                        | 5  | Aleksz Petkov      |         |     |
| V                        | 6  | Valentin Antov     | 8′, 37′ |     |
| V                        | 14 | Anton Negyalkov    |         |     |
| KP                       | 20 | Filip Krasztev     |         |     |
| KP                       | 18 | Ivajlo Csocsev     |         | 43' |
| KP                       | 4  | Ilija Gruev        |         |     |
| CS                       | 11 | Kiril Deszpodov    |         | 83' |
| CS                       | 21 | Martin Mincsev     |         | 72' |
| CS                       | 9  | Szpasz Delev       |         | 83' |
| Cserék:                  |    |                    |         |     |
| CS                       | 7  | Georgi Ruszev      | 83'     |     |
| KP                       | 8  | Sztaniszlav Ivanov | 83'     |     |
| V                        | 15 | Zsivko Atanaszov   | 43'     | 81' |
| CS                       | 17 | Alekszandr Kolev   | 72'     | 86' |
| Fel nem használt cserék: |    |                    |         |     |
| K                        | 12 | Dimitar Mitov      |         |     |
| K                        | 23 | Ivan Gyulgerov     |         |     |
| V                        | 3  | Szimeon Petrov     |         |     |
| KP                       | 10 | Dominik Jankov     |         |     |
| KP                       | 13 | Hriszto Ivanov     |         |     |
| V                        | 16 | Angel Ljaszkov     |         |     |
| V                        | 19 | Ivan Turicov       |         |     |
| KP                       | 22 | Ilian Iliev        |         |     |
| Szövetségi kapitány:     |    |                    |         |     |
| Ilian Iliev              |    |                    |         |     |

| K                        | 1  | Dibusz Dénes       |          |     |
| V                        | 21 | Botka Endre        | 42'      | 81' |
| V                        | 2  | Lang Ádám          |          |     |
| V                        | 4  | Szalai Attila      |          |     |
| KP                       | 7  | Nego Loïc          |          | 74' |
| KP                       | 8  | Nagy Ádám          |          |     |
| KP                       | 17 | Callum Styles      |          |     |
| KP                       | 11 | Kerkez Milos       | 44′, 57′ |     |
| CS                       | 10 | Szoboszlai Dominik |          |     |
| CS                       | 9  | Ádám Martin        |          | 74' |
| CS                       | 23 | Csoboth Kevin      |          | 59' |
| Cserék:                  |    |                    |          |     |
| KP                       | 13 | Kalmár Zsolt       | 81'      |     |
| CS                       | 16 | Gazdag Dániel      | 81'      |     |
| KP                       | 18 | Nagy Zsolt         | 59'      |     |
| CS                       | 20 | Németh András      | 74'      |     |
| Fel nem használt cserék: |    |                    |          |     |
| K                        | 12 | Demjén Patrik      |          |     |
| K                        | 22 | Szappanos Péter    |          |     |
| V                        | 3  | Mocsi Attila       |          |     |
| V                        | 5  | Balogh Botond      |          |     |
| V                        | 6  | Szalai Gábor       |          |     |
| KP                       | 14 | Bolla Bendegúz     |          |     |
| KP                       | 15 | Kata Mihály        |          |     |
| CS                       | 19 | Horváth Krisztofer |          |     |
| Szövetségi kapitány:     |    |                    |          |     |
| Marco Rossi              |    |                    |          |     |

| Negyedik játékvezető: Wojciech Myć VAR videóbíró: Piotr Lasyk Asszisztensek: Dawid Golis (partvonal) Michal Obukowicz (partvonal) |

## Statisztikák
A mérkőzés statisztikái
| Bulgária |                        | Magyarország |
| -------- | ---------------------- | ------------ |
| 46%      | Labdabirtoklás         | 54%          |
| 2        | Gól                    | 2            |
| 4        | Sárga lap              | 3            |
| 1        | Piros lap              | 1            |
| 0        | Szöglet                | 6            |
| 2        | Les                    | 2            |
| 13 (29%) | Támadások száma        | 32 (71%)     |
| 3        | Lövés                  | 20           |
| 1        | Kaput nem talált lövés | 10           |
| 2        | Kaput eltalált lövés   | 5            |
| 5        | Blokkolt lövés         | 0            |
| 4        | Kapus védés            | 0            |
| 386      | Passz                  | 541          |
| 290      | Sikeres passz          | 446          |
| 75%      | Passz hatékonyság      | 82%          |
| 14       | Szabálytalanságok      | 14           |

## A selejtezőcsoport állása a mérkőzés után
További eredmény a csoportban
| 2023. november 16. | Montenegró | 2–0 | Litvánia |

| Hely. | Csapat           | M | Gy | D | V | G+ | G– | Gk | P  | Továbbjutás                 |     | Magyarország | Szerbia | Montenegró | Litvánia | Bulgária |
| ----- | ---------------- | - | -- | - | - | -- | -- | -- | -- | --------------------------- | --- | ------------ | ------- | ---------- | -------- | -------- |
| 1.    | Magyarország (Q) | 7 | 4  | 3 | 0 | 13 | 6  | +7 | 15 | Kijut az Európa-bajnokságra |     | —            | 2–1     | nov. 19.   | 2–0      | 3–0      |
| 2.    | Szerbia (X)      | 7 | 4  | 1 | 2 | 13 | 7  | +6 | 13 | Kijut az Európa-bajnokságra |     | 1–2          | —       | 3–1        | 2–0      | nov. 19. |
| 3.    | Montenegró       | 7 | 3  | 2 | 2 | 8  | 8  | 0  | 11 |                             |     | 0–0          | 0–2     | —          | 2–0      | 2–1      |
| 4.    | Litvánia         | 8 | 1  | 3 | 4 | 8  | 14 | −6 | 6  |                             | 2–2 | 1–3          | 2–2     | —          | 1–1      |          |
| 5.    | Bulgária         | 7 | 0  | 3 | 4 | 5  | 12 | −7 | 3  |                             | 2–2 | 1–1          | 0–1     | 0–2        | —        |          |

## Örökmérleg a mérkőzés után
| Sorszám | Időpont     | Helyszín                               | Eredmény           | Kiírás                                 |
| ------- | ----------- | -------------------------------------- | ------------------ | -------------------------------------- |
| 1/174   | 1934.03.25. | Szófia, AC 23-stadion                  | 4–1 (1–1)          | 1934-es világbajnokság selejtező       |
| 2/177   | 1934.04.29. | Budapest, MTK Sporttelep               | 4–1 (1–0)          | 1934-es világbajnokság selejtező       |
| 3/241   | 1943.06.06. | Szófia, Junak stadion                  | 4–2 (3–0)          | felkészülési                           |
| 4/254   | 1947.08.17. | Budapest, FTC-pálya                    | 9–0 (3–0)          | 1947-es Balkán-bajnokság               |
| 5/266   | 1948.11.07. | Szófia, Junak stadion                  | 0–1 (0–1)          | 1948-as Balkán-bajnokság               |
| 6/273   | 1949.10.30. | Budapest, Újpesti-pálya                | 5–0 (1–0)          | felkészülési                           |
| 7/280   | 1950.11.12. | Szófia, Narodna Armija-stadion         | 1–1 (1–1)          | felkészülési                           |
| 8/300   | 1953.10.04. | Szófia, Vaszil Levszki Nemzeti Stadion | 1–1 (1–0)          | felkészülési                           |
| 9/343   | 1957.06.23. | Budapest, Népstadion                   | 4–1 (3–0)          | 1958-as világbajnokság selejtező       |
| 10/344  | 1957.09.15. | Szófia, Vaszil Levszki Nemzeti Stadion | 2–1 (2–1)          | 1958-as világbajnokság selejtező       |
| 11/389  | 1962.06.03. | Rancagua, Braden Cooper stadion        | 6–1 (4–0)          | 1962-es világbajnokság csoportmérkőzés |
| 12/426  | 1966.07.20. | Manchester, Old Trafford               | 3–1 (2–1)          | 1966-os világbajnokság csoportmérkőzés |
| 13/457  | 1971.05.19. | Szófia, Vaszil Levszki Nemzeti Stadion | 0–3 (0–1)          | 1972-es Európa-bajnokság selejtező     |
| 14/460  | 1971.09.25. | Budapest, Népstadion                   | 2–0 (0–0)          | 1972-es Európa-bajnokság selejtező     |
| 15/484  | 1974.03.31. | Zalaegerszeg, ZTE stadion              | 3–1 (2–0)          | felkészülési                           |
| 16/490  | 1974.11.10. | Várna, Jurij Gagarin-stadion           | 0–0                | felkészülési                           |
| 17/495  | 1975.05.07. | Budapest, Népstadion                   | 2–0 (1–0)          | 1976-os nyári olimpiai selejtező       |
| 18/496  | 1975.06.07. | Szófia, Vaszil Levszki Nemzeti Stadion | 0–4 (0–1)          | 1976-os nyári olimpiai selejtező       |
| 19/769  | 2003.02.12. | Larnaca, Ammochostos Stadion           | 0–1 (félbeszakadt) | felkészülési                           |
| 20/796  | 2005.03.30. | Budapest, Szusza Ferenc Stadion        | 1–1 (0–0)          | 2006-os világbajnokság selejtező       |
| 21/802  | 2005.10.08. | Szófia, Vaszil Levszki Nemzeti Stadion | 0–2 (0–1)          | 2006-os világbajnokság selejtező       |
| 22/867  | 2012.02.29. | Győr, ETO Park                         | 1–1 (1–0)          | felkészülési                           |
| 23/946  | 2020.10.08. | Szófia, Vaszil Levszki Nemzeti Stadion | 3–1 (1–0)          | 2020-as Európa-bajnokság pótselejtező  |
| 24/978  | 2023.03.27. | Budapest, Puskás Aréna                 | 3–0 (3–0)          | 2024-es Európa-bajnokság selejtező     |
| 25/985  | 2023.11.16. | Szófia, Vaszil Levszki Nemzeti Stadion | 2–2 (1–1)          | 2024-es Európa-bajnokság selejtező     |

| M  | Gy | D | V | G+ | G– | Gk  | T (%) | Forrás      |
| -- | -- | - | - | -- | -- | --- | ----- | ----------- |
| 25 | 14 | 6 | 5 | 60 | 27 | +33 | 68,00 | [ 8 ] [ 9 ] |

Jelölések
- Az eredmények magyar szempontból értendők.
- Tétmérkőzés